# Црна стена (жупа)
Црна Стена, жупа средњовековне Србије, налазила се у пределу око манастира Милешева. Године 1264. у близини манастира се помиње тврђава Милешевац. 
Након распада српског царства, ова жупа (поделом земаља Николе Алтомановића) улази у састав босанске бановине и краљевине, односно Великог војводства (херцештва) породице Косача. У том периоду (XV век) Милешевац се у писаним изворима помиње као „castello Mileseuschi, 1444; caastrum Mileschetsky, 1448 ; civitas Mileseuschi cum castris, 1454 .“ Турци су Милешевац 1465. године одузели од Стефана Вукчића Косаче (херцог од Св. Саве), а сама жупа касније се сматра и делом историјске области Старе Херцеговине. Рушевине Милешевца су познате и по турском називу „Хисарџик“.  У близини су се налазили:  трг Пријепоље и утврде Ковин и Шеверин. Трг Пријепоље, од средине XIV века, било је значајна станица за дубровачке караване. Рушевине, касније познате као „Јеринин град“, налазе се код села Џурова и у ствари су средњовековни Ковин (као „castrum Couin“ из 1448. и  „civitas Chovino“, из 1454. године) . Код села Шеверина, налазиоло се утврђење херцега Стефана Вукчића Косаче  са истим именом („sub Seurino in Polimie“, поменуто 1449. године).